# Prismatolaimus dadayi
Prismatolaimus dadayi is een rondwormensoort uit de familie van de Prismatolaimidae.